# マリオ・ジョインター
マリオ・ジョインター（Mario Jointer、1982年4月28日 - ）は、アメリカ合衆国ミシシッピ州出身のプロバスケットボール選手である。ポジションはガード。

## 来歴
サウスアラバマ大学卒業後、フランスのエトワール・シャルルビル・メジエールに入団。
2008年、bjリーグの富山グラウジーズに入団したが、シーズン開幕直後に大怪我をして1試合の出場に終わる。2009年、埼玉ブロンコスに移籍。